# Подольськ (Хайбуллінський район)
Подо́льськ (рос. Подольск, башк. Подольск) — село у складі Хайбуллінського району Башкортостану, Росія. Адміністративний центр Таналицької сільської ради.
Населення — 1083 особи (2010; 1123 в 2002).
Національний склад:
- башкири — 90%